# والدیدنترو
والدیدنترو (به ایتالیایی: Valdidentro) یک کومونه در ایتالیا است که در استان سوندریو واقع شده‌است.

## خصوصیات
والدیدنترو ۲۴۴٫۲ کیلومترمربع مساحت و ۳٬۹۷۵ نفر جمعیت دارد و ۱٬۳۴۵ متر بالاتر از سطح دریا واقع شده‌است.